# Bélavár
Bélavár é um município da Hungria, situado no condado de Somogy. Tem 22,78 km² de área e sua população em 2019 foi estimada em 342 habitantes.